# Zapceń
Zapceń (kaszub. Zôpcéń; niem. Sobczyn) – wieś kaszubska w Polsce na Równinie Charzykowskiej w rejonie Kaszub zwanym Gochami położona w województwie pomorskim, w powiecie bytowskim, w gminie Lipnica. Wieś jest siedzibą sołectwa Zapceń, w którego skład wchodzą również Kłonecznica i Sątoczno. Miejscowość jest również placówką ochotniczej straży pożarnej.
W latach 1975–1998 miejscowość administracyjnie należała do województwa słupskiego.
Nazwa Zapceń pochodzi od nazwy jeziora Pceń, które kiedyś zalewało tereny znajdujące się przed wsią.